# Шлеф
Шлеф (араб. الشلف, фр. Chlef) — місто на півночі Алжиру. Адміністративний центр однойменного вілаєту.

## Географія
Розташоване за 200 км від столиці країни — м. Алжир, та за 210 км від Орану.

### Клімат
Місто знаходиться у зоні, котра характеризується середземноморським кліматом. Найтепліший місяць — серпень із середньою температурою 30 °C (86 °F). Найхолодніший місяць — січень, із середньою температурою 10 °С (50 °F).
| Клімат Шлефа            | Клімат Шлефа | Клімат Шлефа | Клімат Шлефа | Клімат Шлефа | Клімат Шлефа | Клімат Шлефа | Клімат Шлефа | Клімат Шлефа | Клімат Шлефа | Клімат Шлефа | Клімат Шлефа | Клімат Шлефа | Клімат Шлефа |
| Показник                | Січ.         | Лют.         | Бер.         | Квіт.        | Трав.        | Черв.        | Лип.         | Серп.        | Вер.         | Жовт.        | Лист.        | Груд.        | Рік          |
| Середній максимум, °C   | 15           | 16,1         | 18,9         | 22,2         | 26,1         | 32,2         | 37,2         | 37,2         | 32,8         | 26,1         | 20           | 16,1         | 25           |
| Середня температура, °C | 10           | 11,1         | 12,8         | 15,6         | 20,6         | 25,6         | 29,4         | 30           | 26,7         | 20           | 15           | 11,7         | 19           |
| Середній мінімум, °C    | 5            | 6,1          | 7,2          | 8,9          | 15           | 18,9         | 22,2         | 22,8         | 20           | 13,9         | 10           | 7,2          | 13,1         |
| Норма опадів, мм        | 40           | 50           | 40           | 30           | 20           | 10           | 10           | 10           | 10           | 40           | 50           | 50           | 360          |
| Днів з опадами          | 8            | 5            | 5            | 6            | 3            | 1            | 1            | 1            | 2            | 5            | 7            | 7            | 51           |
| Вологість повітря, %    | 80           | 75           | 65           | 60           | 55           | 45           | 40           | 45           | 55           | 65           | 75           | 75           | 61.3         |
| ----------------------- | ------------ | ------------ | ------------ | ------------ | ------------ | ------------ | ------------ | ------------ | ------------ | ------------ | ------------ | ------------ | ------------ |
| Джерело: Weatherbase    |              |              |              |              |              |              |              |              |              |              |              |              |              |

## Історія
Місто Шлеф було засноване римлянами як поселення під назвою «Castellum Tingitanum». 1843 року французи відкрили місто і перетворили його на військовий форпост. Місту було дано французьку назву «Орлеансвілль». 1954 року місто було зруйноване землетрусом. Через десять років, 1964 року, в ході боротьби за незалежність Алжиру, місто було перейменовано на «Ель Аснам». Близько 5000 людей (за іншою інформацією до 20 000.) загинуло 1980 року в іншому землетрусі магнітудою 7,3 за шкалою Ріхтера. Ель Аснам був майже повністю знищений і відбудований в іншому місці недалеко від старого центру. Через рік місто було перейменовано на «Шлеф», щоб уникнути асоціації зі стихійним лихом.

## Уродженці
- Поль Робер (1910—1985), французький філолог-романіст і лексикограф, засновник видавництва Робер.
- Абделькадер Бен Буалі (1912—1997), футболіст
- Радуане Аббес (* 1965), футболіст